# Kliff (Toponym)
Kliff bezeichnet in topografischen Namen Orte mit Böschungen oder Abhängen bis hin zu Felsenwänden.

## Etymologie
Es handelt sich um ein romanisches Lehnwort, das seinen Ursprung in den Formen clivus/clevus (‚Abhang‘) hat. Über ihre mittelniederdeutschen Formen ist die Bezeichnung etymologisch verwandt mit Klippe, wie in Kliffküste, einem litoralen Kliff, aber auch dem geomorphologisch-geologischen Begriff Klippe (auserodierter Deckenrest) zu finden ist.

### Beispiele und Verbreitung
Schreibweisen sind Klif, Klef, Kleff oder Klev, in älterer Schreibweise auch als Clif, Clef oder Cleff.
Ein Beispiel ist das Kleff am Ruhrhang des Sybergs im Ardeygebirge bei Syburg über dem Hengsteysee. Historisch können die Geländebezeichnungen auch auf Ortsnamen übergegangen sein, wie im Beispiel Kleves. Die saarländische Form Klœf findet sich an der Cloef über der Saarschleife bei Orscholz.